# Calatabiano
Calatabiano is een gemeente in de Italiaanse provincie Catania (regio Sicilië) en telt 5286 inwoners (31-12-2004). De oppervlakte bedraagt 26,3 km², de bevolkingsdichtheid is 201 inwoners per km².

## Geografie
De gemeente ligt op ongeveer 60 m boven zeeniveau.
Calatabiano grenst aan de volgende gemeenten: Castiglione di Sicilia, Fiumefreddo di Sicilia, Giardini-Naxos (ME), Linguaglossa, Piedimonte Etneo, Taormina (ME).

## Etymologie
De naam Calatabiano komt van het Arabische Kalat Bian, dat kasteel van Bian betekent. Rond het jaar 900 bestuurden de Aghlabiden het emiraat Sicilië. Bian veroverde op de Byzantijnen een fort op deze plek. Bian liet het uitbouwen tot een groter en beter versterkt kasteel. Dit kasteel droeg de naam van Bian. Vanuit dit kasteel stimuleerden ze de landbouw in de streek. 